# Cyryl (Nakonieczny)
Cyryl, imię świeckie Michaił Wasiljewicz Nakonieczny (ur. 15 maja 1961 w Wierchnieczusowskich Gorodkach) – metropolita Rosyjskiego Kościoła Prawosławnego.

## Życiorys
Urodził się w rodzinie robotniczej. W 1978 ukończył szkołę średnią. Dwa lata później, 25 października 1980, archimandryta Aleksy (Kutiepow) przyjął od niego wieczyste śluby zakonne i nadał mu imię Cyryl. Dzień później arcybiskup włodzimierski i suzdalski Serapion (Fadiejew) udzielił mu święceń diakońskich, zaś 6 maja 1981 – kapłańskich. Pięć lat później hieromnich Cyryl ukończył, w trybie zaocznym, seminarium duchowne w Moskwie. W tym samym czasie służył w cerkwiach w eparchii włodzimierskiej i suzdalskiej: soborze Zaśnięcia Matki Bożej we Włodzimierzu, soborze Trójcy Świętej w Aleksandrowie, cerkwi św. Mikołaja w Kirżaczu. Od 1982 do 1984 był dziekanem dekanatu kirżackiego. W tym samym roku arcybiskup Serapion (Fadiejew) nadał mu godność archimandryty. Przez kolejne trzy lata był proboszczem katedralnej parafii Zaśnięcia Matki Bożej we Włodzimierzu, sekretarzem eparchii oraz dziekanem dekanatu włodzimierskiego.
W 1987 skierowany do pracy w Mołdawskim Kościele Prawosławnym. Był proboszczem katedralnej parafii św. Teodora Tyrona w Kiszyniowie, dziekanem dekanatu kiszyniowskiego oraz sekretarzem metropolity Kiszyniowa i całej Mołdawii. W 1989 przeniesiony ponownie, tym razem do eparchii tulskiej i bielowskiej jako sekretarz biskupa ordynariusza oraz dziekan dekanatu tulskiego. Od 1995 do 2000 był proboszczem parafii św. Mikołaja w Tule, zaś w latach 1999–2000 dodatkowo także katedralnej parafii Wszystkich Świętych w tym samym mieście.
26 lutego 1998 otrzymał nominację na biskupa bogorodnickiego, wikariusza eparchii tulskiej i bielowskiej. Uroczysta chirotonia odbyła się 15 marca tego samego roku. W czerwcu 2000 biskup Cyryl (Nakonieczny) został biskupem tulskim i bielowskim. Po dwóch latach przeniesiony do eparchii jarosławskiej i rostowskiej, zaś w 2003 podniesiony do godności arcybiskupiej. W 2011 Święty Synod Rosyjskiego Kościoła Prawosławnego przeniósł go na katedrę jekaterynburską i wierchoturską.
W 2011 został podniesiony do godności metropolity w związku z powstaniem metropolii jekaterynburskiej. 
W 2020 r. przeniesiony na katedrę kazańską.